# Tyska maden

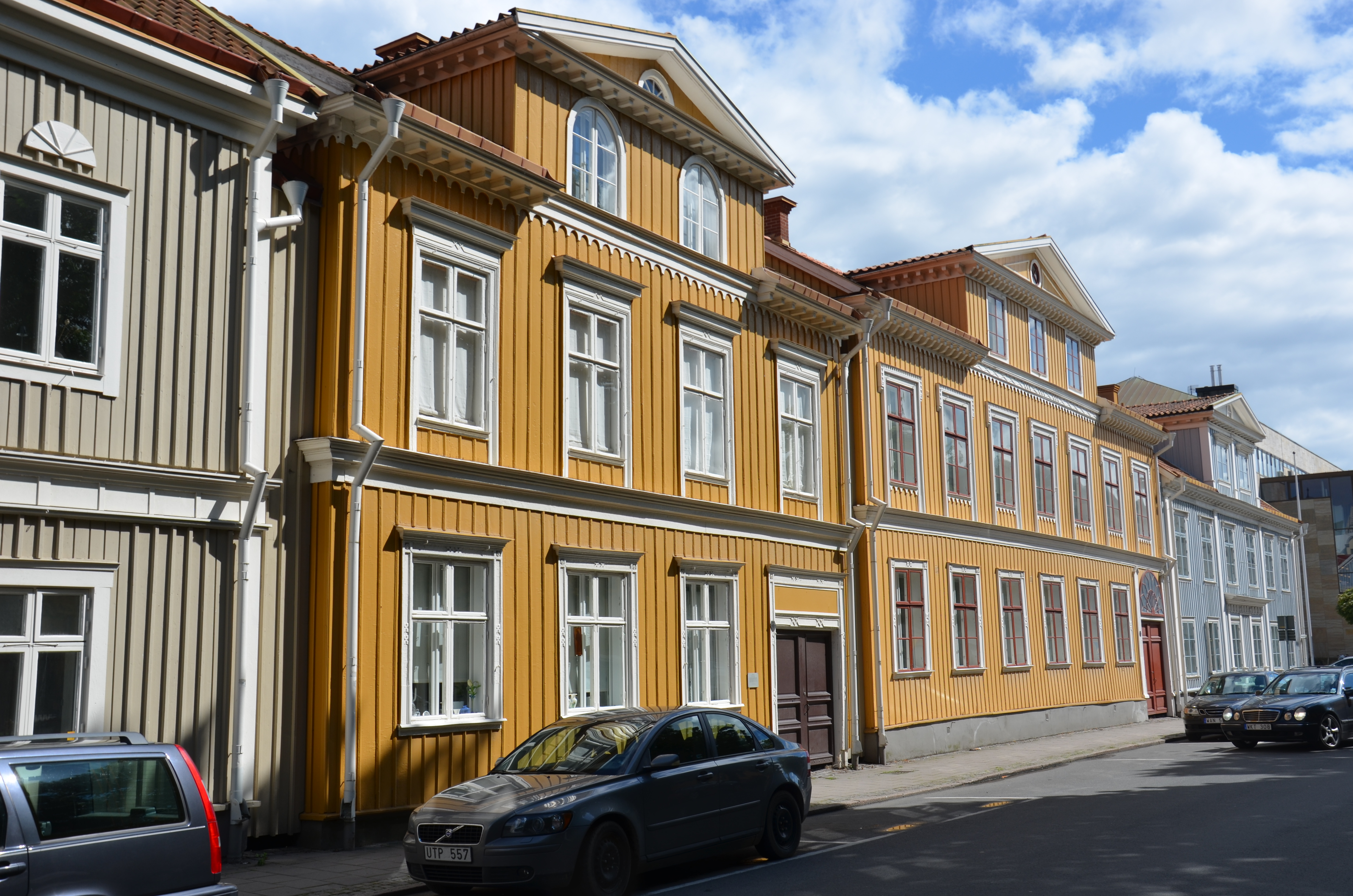
Hus från 1800-talet i kvarteret Dolken på östra sidan av nuvarande Museigatan, som utgjorde Tyska madens gräns västerut

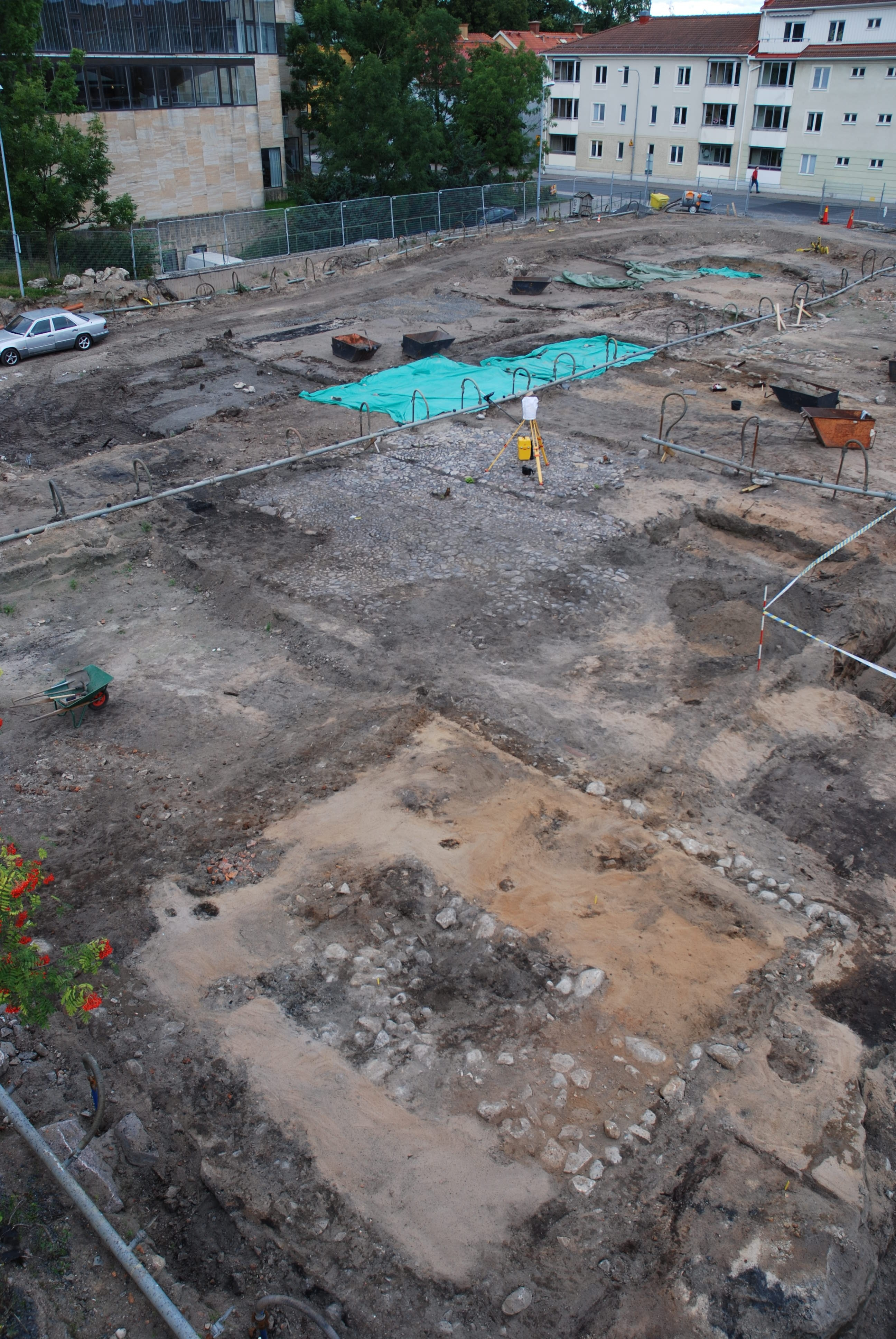
Utgrävningar i kvarteret Diplomaten, 2007. Till vänster syns Jönköpings stadsbibliotek. I fonden bostadshus utmed Slottsgatan.

Tyska maden var tidigare namnet på ett par kvarter, nuvarande kvarteret Dolken på Öster i Jönköping, där tyska invandrade vävare och andra textilhantverkare inom klädesfaktoriet Vantmakeriet i Jönköping bodde. Vantfaktoriet var en förindustriell textilindustri, vilken hade upprättats 1620 enligt ett kungligt plakat, samtidigt med inrättandet av Jönköpings gevärsfaktori för vapentillverkning.
Vantmakeriet var redan från början organiserat som en sammanhållen tillverkning, medan vapenfaktoriet från början var baserat på en bondetillverkning på landsbygden i ett stort geografiskt område och först långsamt övergick till en stadsnäring.
Tyska maden utgjordes ursprungligen av de tidigare två närmaste kvarteren sydost om det dåvarande Torget, nuvarande Hovrättstorget, fram till Breda hamnen, nuvarande Östra torget. Det avgränsades norrut av Kanalgatan och västerut av nuvarande Museigatan. Söderut övergick den i ett låglänt mad- och kärrområde i bland annat kvarteret Diplomaten, som också kom att räknas som Tyska maden. Omkring 1696 var kvarteren indelade i nio respektive sju tomter, och fortfarande 1785 var de kvarteren indelade i nio respektive elva tomter.
Själva Vantmakeriet, som var upprinnelsen till området Tyska maden, upphörde med sin verksamhet i slutet av 1650-talet. Efter nedläggningen utvecklades området till ett mer allmänt hantverksområde, med bland annat metall-, skinn- och trähantverk. Efter en förödande stadsbrand 1790 tog återuppbyggnaden lång tid och området utvecklades under 1800-talet mot att bli en fattigstadsdel med trångboddhet, förfall och sociala konflikter.